# Günther Ludwig (Physiker)
Günther Ludwig (* 12. Januar 1918 in Zäckerick; † 8. Juni 2007 in Marburg) war ein deutscher theoretischer Physiker.

## Leben
Ludwig studierte an der Universität Berlin Mathematik und Physik und wurde 1943 mit einer Arbeit über angewandte Mathematik promoviert. Während des Zweiten Weltkriegs war er an der Heeresversuchsanstalt in Peenemünde (Bereich Bordausrüstung, Steuerung und Messtechnik, zuletzt stellvertretender Abteilungsleiter Steuerungstheorie). Von 1946 bis 1948 war er Assistent von Richard Becker in Göttingen, wo er auch von Werner Heisenberg und Pascual Jordan beeinflusst wurde und sich 1948 habilitierte. Ab 1949 war er außerordentlicher Professor an der FU Berlin (ab 1952 Ordinarius), wo er das Institut für Theoretische Physik aufbaute, und ab 1963 an der Philipps-Universität Marburg (als Nachfolger von Siegfried Flügge), wo er 1983 emeritierte.

## Werk
Ludwig befasste sich vor allem mit den Grundlagen physikalischer Theorien, entwarf u. a. eine Axiomatisierung der Quantenmechanik und befasste sich mit dem quantenmechanischen Messprozess und der Entstehung von Irreversibilität in der Quantenmechanik (Grundlagen statistischer Mechanik). In den 1940er Jahren arbeitete er auch über projektive Relativitätstheorie (die Gravitationstheorie von Pascual Jordan), Kosmologie, Quantenfeldtheorie und Hydrodynamik.
Nach Ludwig ist für den Messprozess der Quantenmechanik die Unterscheidung zwischen mikroskopischen und makroskopischen Objekten wesentlich und die Quantenmechanik selbst auf den Messprozss nicht anwendbar. Die Aussagen der Quantenmechanik werden zwar mikroskopischen Objekten zugeschrieben, werden aber nur über makroskopische Objekte und ihre statistischen Korrelationen getroffen, speziell über makroskopische Apparate zur Präparation und Registrierung, die über mikroskopische Quantenobjekte wie Elektronen miteinander wechselwirken. Die statistische Information aus der Präparation der Quantenobjekte kann in einer Wellenfunktion (Hilbertraumvektor) kodiert werden, die nach Ludwig aber immer ein Ensemble von Quantenobjekten beschreibt (und ebenso beim Empfänger, dem Registrierapparat). Die Heisenbergschen Unschärferelationen sind dann eine Aussage über die Einschränkungen der Präparation. Häufig in Diskussionen zur Interpretation der Quantenmechanik als Grundlage benutzte Begriffe wie (Einteilchen-)Zustand oder Wellenfunktion sind für Ludwig bereits komplexe abgeleitete Konstrukte.
Er hat diese Betrachtungsweise der Quantenmechanik auf mathematisch strenge Weise (mit explizitem Bezug zur Bourbaki-Schule) ausgebaut, um keine versteckten Annahmen einfließen zu lassen, und von seiner Behandlung der Quantenmechanik ausgehend eine allgemeine strukturalistische Theorie der physikalischen Modellbildung entwickelt. Eine physikalische Theorie PT besteht danach aus drei Teilen: einer mathematischen Theorie MT (die axiomatisch behandelt wird), einem Wirklichkeitsbereich W und Abbildungsprinzipien zwischen W und MT, die die Interpretation der Theorie darstellen.
In diesem Rahmen können auch die Beziehungen von physikalischen Theorien untereinander untersucht werden, etwa die Verwendung von Prä-Theorien zur Formulierung einer Theorie PT (wie die klassischen mechanischen Bewegungsgleichungen in der Elektrodynamik) oder die Reduktion physikalischer Theorien (wie der klassischen Mechanik aus der speziellen Relativitätstheorie oder der Thermodynamik aus der Quantenstatistik).
Ein weiterer Aspekt von Ludwigs Formulierung ist, dass er auch den endlichen Charakter von tatsächlich erhobenen Messwerten formalisiert, die Verwendung unendlich kleiner und großer mathematischer Objekte sind für Ludwig nur Näherungen an die physikalische Realität, die immer endlich ist.
Die Anwendung auf andere Theorien als auf die Quantenmechanik hat Ludwig nur skizziert und versteht seine allgemeine Theorie physikalischer Systeme als Programm für zukünftige Forschungen, wobei er genau wie in der Quantenmechanik der Ansicht ist, dass sich Probleme in der Interpretation physikalischer Theorien nur durch strenge Axiomatisierung lösen lassen. Ludwig sieht auch Arbeiten von Jürgen Ehlers, Felix Pirani und Alfred Schild über die Grundlegung der Allgemeinen Relativitätstheorie aus den 1960er und 1970er Jahren im Rahmen seines Programms stehend.
Ludwig hat seine Interpretation der Quantenmechanik zuerst in einigen Aufsätzen in den 1950er Jahren vorgestellt und danach mit seinen Schülern ausgebaut. Sein erstes Buch darüber erschien 1970, und einen gewissen Abschluss fand dies in seiner zweibändigen Monographie An axiomatic basis for quantum mechanics in den 1980er Jahren und, was seine allgemeine Theorie physikalischer Systeme anbelangt, in seinem Buch Die Grundstrukturen einer physikalischen Theorie (1978, 1990) und in vereinfachter Form in einem Buch mit Gérald Thurler, das ein Jahr vor seinem Tod erschien. In seiner vierbändigen Einführung in die Grundlagen der theoretischen Physik vom Ende der 1970er Jahre gab er eine einfachere Darstellung in Lehrbuchform mit starker Betonung begrifflicher Grundlagen.
Weiterentwickelt und diskutiert wurde Ludwigs Theorie physikalischer Systeme von seinen Schülern Joachim Schröter und Heinz-Jürgen Schmidt. Andere strukturalistische Theorien der Physik entwickelten der deutsche Philosoph Erhard Scheibe (der auf Ludwig Bezug nimmt) und der US-amerikanische Physiker Joseph D. Sneed.
Ludwig war Mitglied der Akademie der Wissenschaften und der Literatur in Mainz und des Istituto Lombardo Accademia di Scienze e Lettere in Mailand.
Viele seiner Schüler (Habilitanden und Doktoranden) wurden Professoren, darunter Gerald Grawert (FU Berlin, Marburg) und Siegfried Großmann, die ihm nach Marburg folgten, sowie Arno Bohm (University of Texas at Austin), Karl-Eberhard Hellwig (TU Berlin), Karl Kraus (Würzburg), Hermann Kümmel (Bochum), Horst Rollnik (Bonn, Wien), Heinz-Jürgen Schmidt (Osnabrück), Joachim Schröter (Paderborn), Georg Süßmann (München), Reinhard F. Werner (Hannover) und Wolfgang Weidlich (Stuttgart).

## Schriften
- Die Grundstrukturen einer physikalischen Theorie. Springer, Hochschultexte, 1978, 2. Auflage 1990 (auch ins Französische übersetzt).
- Grundlagen der Quantenmechanik. Springer, Grundlehren der mathematischen Wissenschaften 1954, Neuauflage als The Foundations of Quantum Mechanics 2 Bände, Springer 1983, 1985.
- Einführung in die Grundlagen der theoretischen Physik. 4 Bände, Vieweg Verlag 1974 bis 1979 (Bd. 1 Raum-Zeit-Mechanik. Bd. 2 Elektrodynamik, Raum, Zeit, Kosmos. Bd. 3 Quantentheorie. Bd. 4 Makrosysteme, Physik und Mensch.).
- Der Meßprozeß. Zeitschrift für Physik, Bd. 135, 1953, S. 483–511.
- Zur Deutung der Beobachtung in der Quantenmechanik. Physikalische Blätter, 1955, S. 489, Online.
- Günther Ludwig: Zum Ergodensatz und zum Begriff der makroskopischen Observablen. In: Zeitschrift für Naturforschung A. 12, 1957, S. 662–663 (PDF, freier Volltext)., Teil 2, Zeitschrift für Physik, Band 150, 1958, S. 346–375, Teil 3, Zeitschrift für Physik, Band 152, 1958, S. 98–115.
- Axiomatic quantum statistics of macroscopic systems (Ergodic theory). In P. Caldirola, Proceedings of the International School of Physics Enrico Fermi, Course XIV, Academic Press, 1960, S. 57–132.
- Gelöste und ungelöste Probleme des Meßprozesses in der Quantenmechanik. In Werner Heisenberg und die Physik unserer Zeit. Vieweg Braunschweig, 1961, S. 150–181.
- Zur Begründung der Thermodynamik auf Grund der Quantenmechanik. Zeitschrift für Physik, Band 171, 1963, S. 476–486, Teil II Masterequation. Zeitschrift für Physik, Band 173, 1963, S. 232–240.
- Versuch einer axiomatischen Grundlegung der Quantenmechanik und allgemeiner physikalischer Theorien. Zeitschrift für Physik, Band 181, 1964, S. 233–260, fortgesetzt in:
  - Ludwig: Attempt of an Axiomatic Foundation of Quantum Mechanics and More General Theories II. Comm. Math. Phys., Band 4, 1967, S. 331–348, Teil III, Comm. Math. Phys., Band 9, 1968, S. 1–12.
- Deutung des Begriffs “physikalische Theorie” und axiomatische Grundlegung der Hilbertraumstruktur der Quantenmechanik durch Hauptsätze des Messens. Springer, Lecture Notes in Physics, Bd. 4, 1970.
- An Axiomatic Basis for Quantum Mechanics. 2 Bände, Springer 1985, 1987 (Bd. 1 Derivation of Hilbert Space Structure. Bd. 2 Quantum Mechanics and Macrosystems.).
- Die Katze ist tot. In J. Audretsch, K. Mainzer (Hrsg.): Wie viele Leben hat Schrödingers Katze?, BI Wissenschaftsverlag 1990, S. 183–208.
- Quantum Theory as a Theory of Interactions between Macroscopic Systems which can be Described Objectively. Erkenntnis, Band 16, 1981, S. 359–387.
- Das naturwissenschaftliche Weltbild des Christen. Osnabrück, A. Fromm 1962.
- Fortschritte der projektiven Relativitätstheorie. Vieweg 1951.
- Wellenmechanik – Einführung und Originaltexte. WTB Taschenbuch 1969 (Reprint Band mit Einleitung von Ludwig).
- Mit Gerald Thurler: A New Foundation of Physical Theories. Springer 2006.
- Die Stellung des Subjekts in einer physikalischen Theorie. In Bodo Geyer, Helge Herwig, Helmut Rechenberg (Hrsg.): Werner Heisenberg – Physiker und Philosoph. Spektrum Verlag 1993, S. 244–250.
- Why a New Approach to Found Quantum Theory? In Jagdish Mehra (Hrsg.): The Physicist's Conception of Nature.  Reidel 1972 (Dirac-Volume) S. 702–708.
- Weitere Ausarbeitungen seiner Theorie veröffentlichte er in einer Reihe Notes in Mathematical Physics, Fachbereich Physik, Universität Marburg.